# Giescheid
Giescheid ist ein Ortsteil der in der Eifel gelegenen Gemeinde Hellenthal im Kreis Euskirchen, Nordrhein-Westfalen (Deutschland).

## Lage
Giescheid liegt 5,65 km (Luftlinie) südlich des Kernorts von Hellenthal auf dem Gieschberg (651,1 m ü. NHN). Es ist eines der höchstgelegenen Eifeldörfer mit schöner Rundumsicht. Das Dorf hat keinen Durchgangsverkehr, etwas südöstlich der Ortschaft führt beim Nachbarort Rescheid die Kreisstraße 68 vorbei. Zwischen Giescheid und Ramscheid und damit jenseits des westlich am Ort vorbeifließenden Prether Bachs erhebt sich der Burgkopf (578 m ü. NHN) mit den Resten einer mittelalterlichen Burg.

## Kirche
In Giescheid steht die Bartholomäuskapelle (646,3 m ü. NHN) von 1669. Zweite Patronin ist die Heilige Maria Magdalena. Im Sommer werden in der schlichten Kapelle, die 1898 einen Turm erhielt, Messen gehalten. Die drei Stahlglocken, die 1876 vom Bochumer Verein gegossen wurden, werden noch immer von Hand geläutet. Die kleine Kapelle ist die höchstgelegene Kirche im Bistum Aachen. Neben dem Kirchengebäude steht eine mächtige Linde. Dieser imposante Baum dürfte aus der Bauzeit der Kapelle stammen, also fast 350 Jahre alt sein. Sein Stammumfang misst 7,50 m.

St. Bartholomäuskapelle
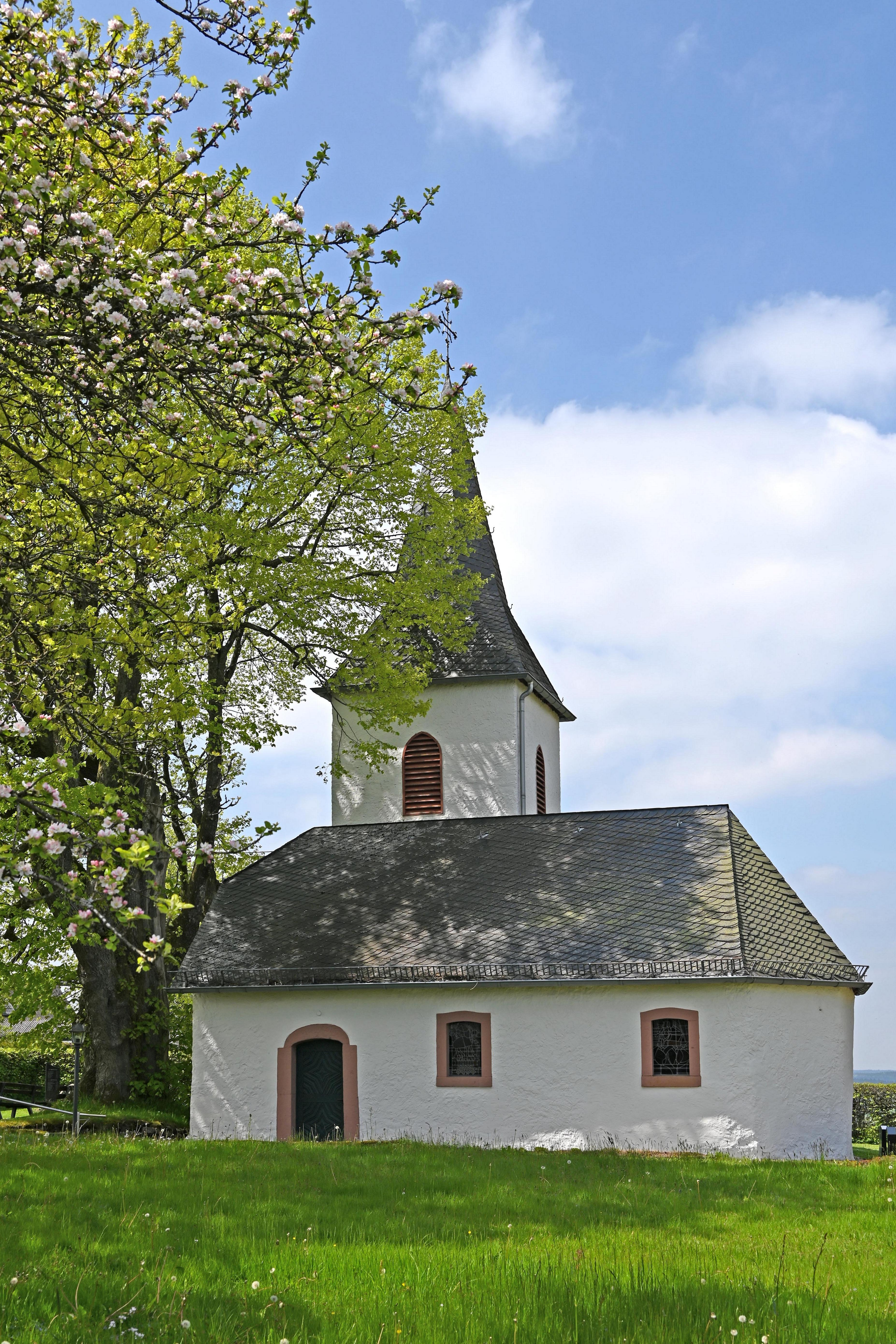
Außenansicht
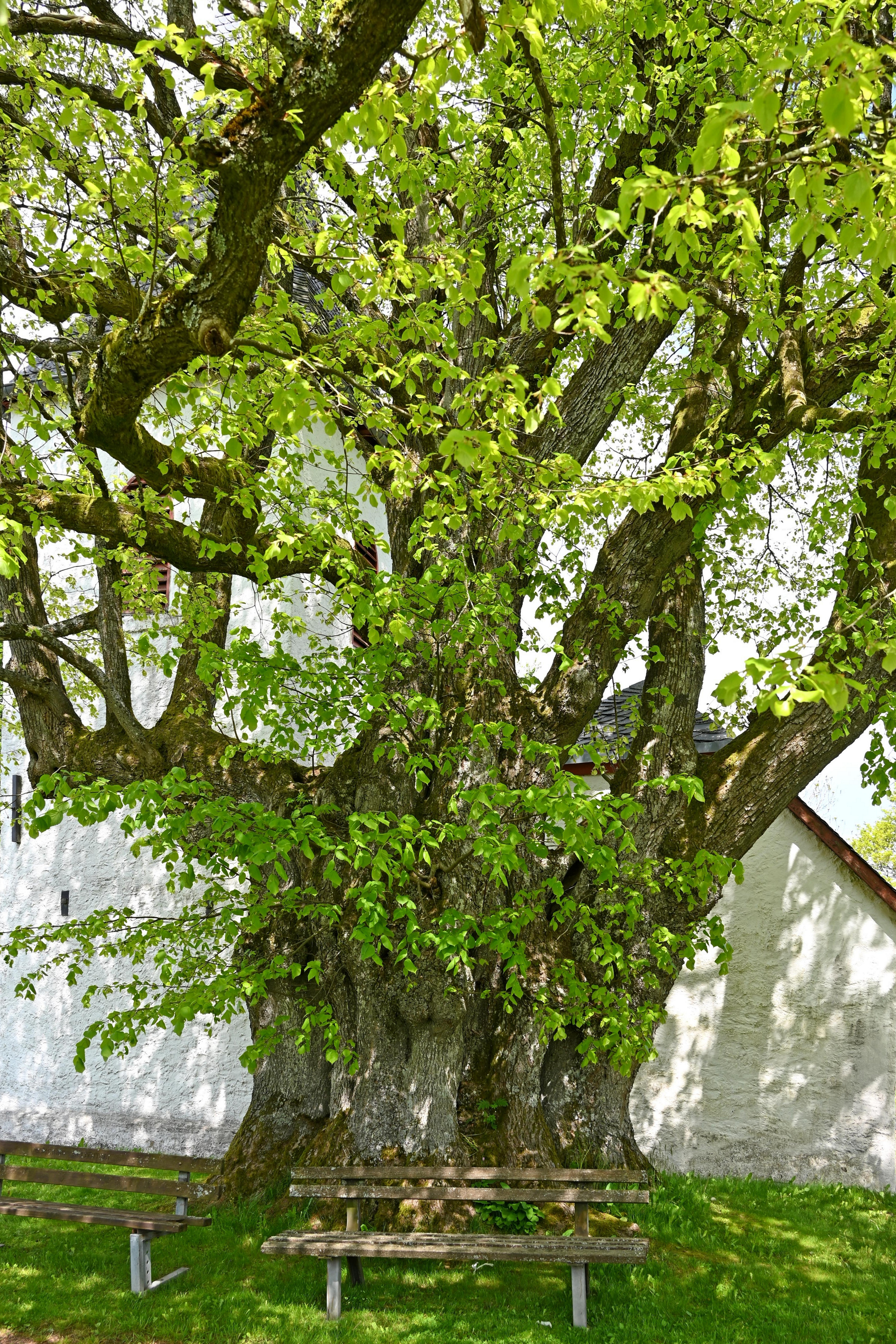
Linde
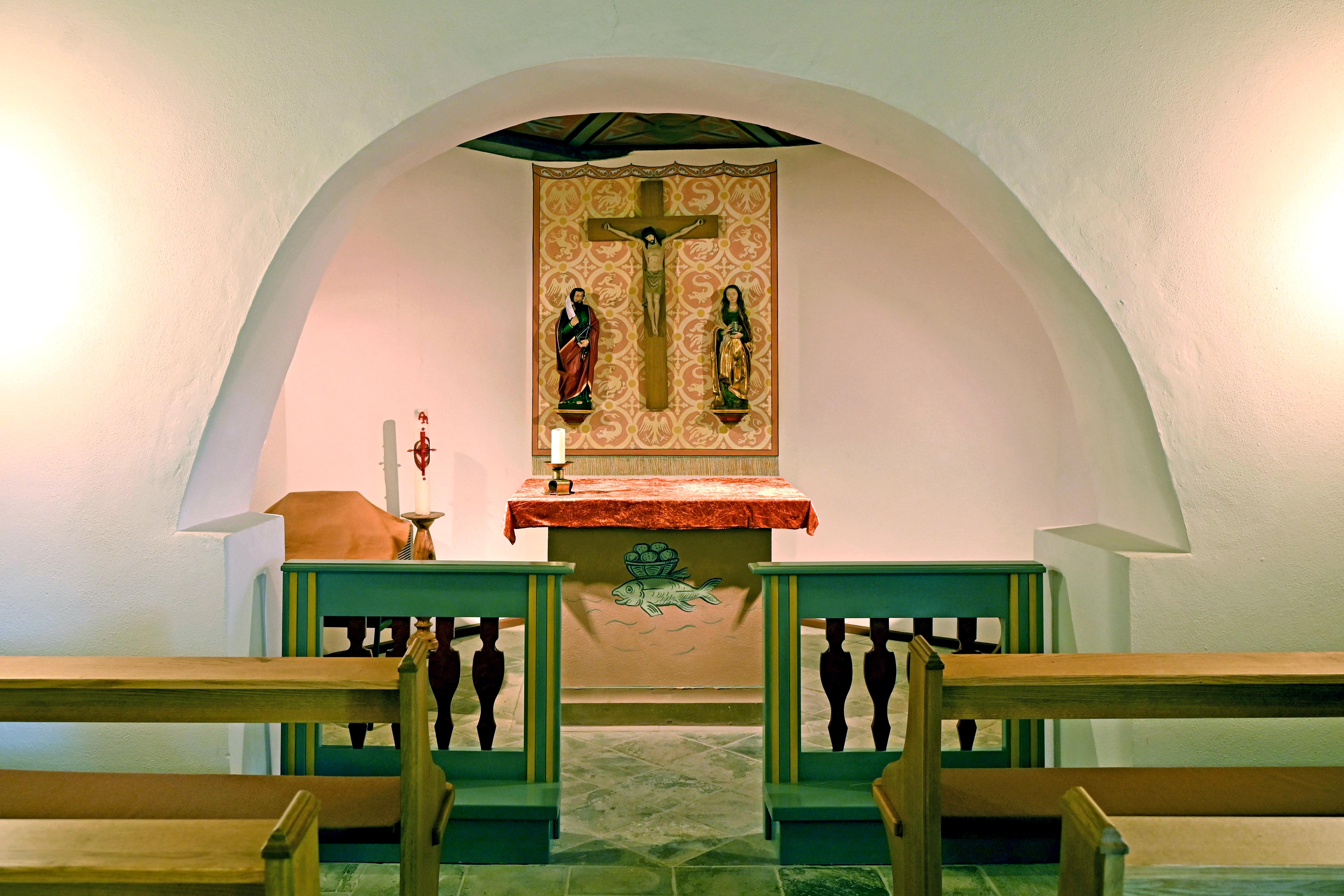
Altarraum
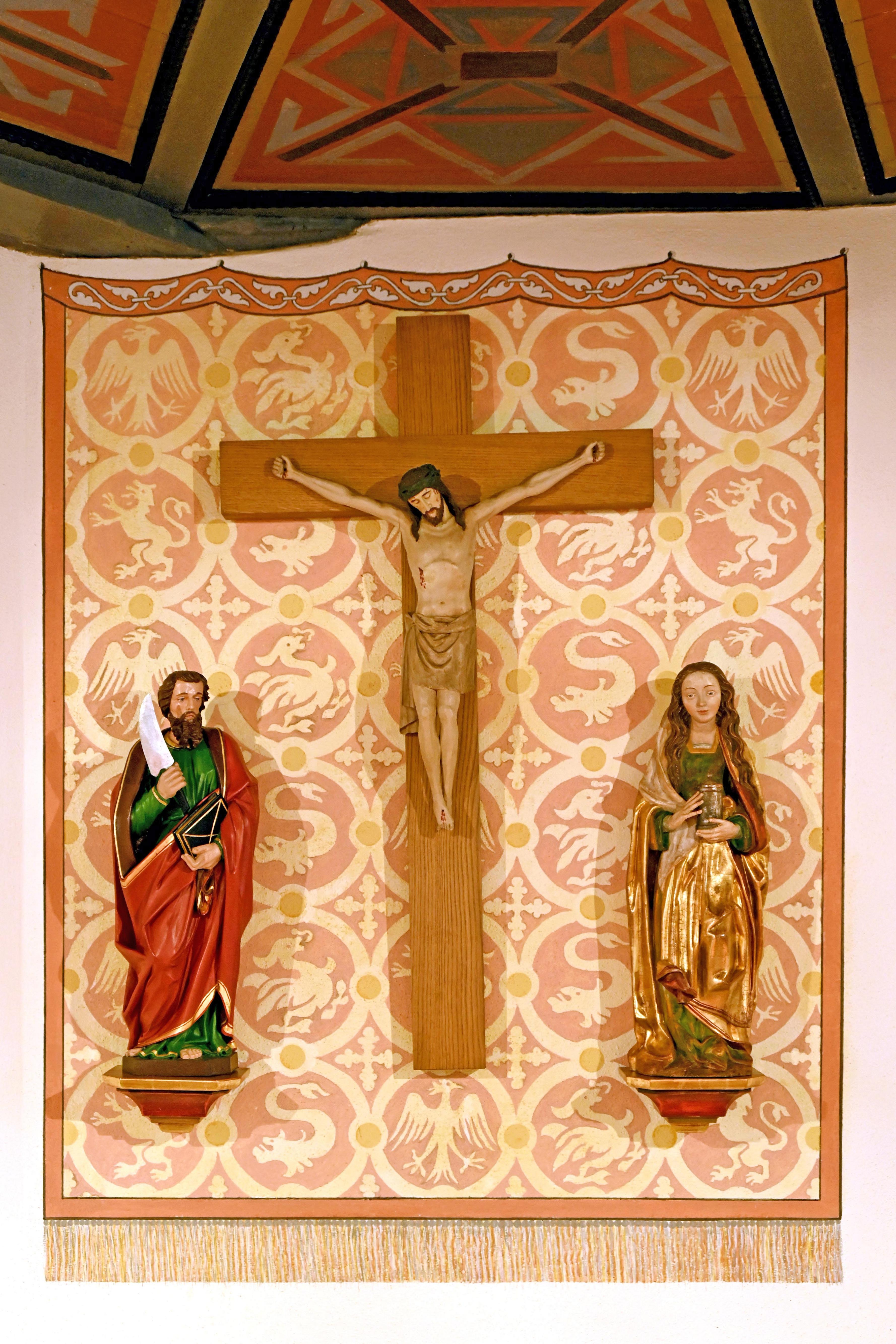
Kruzifix
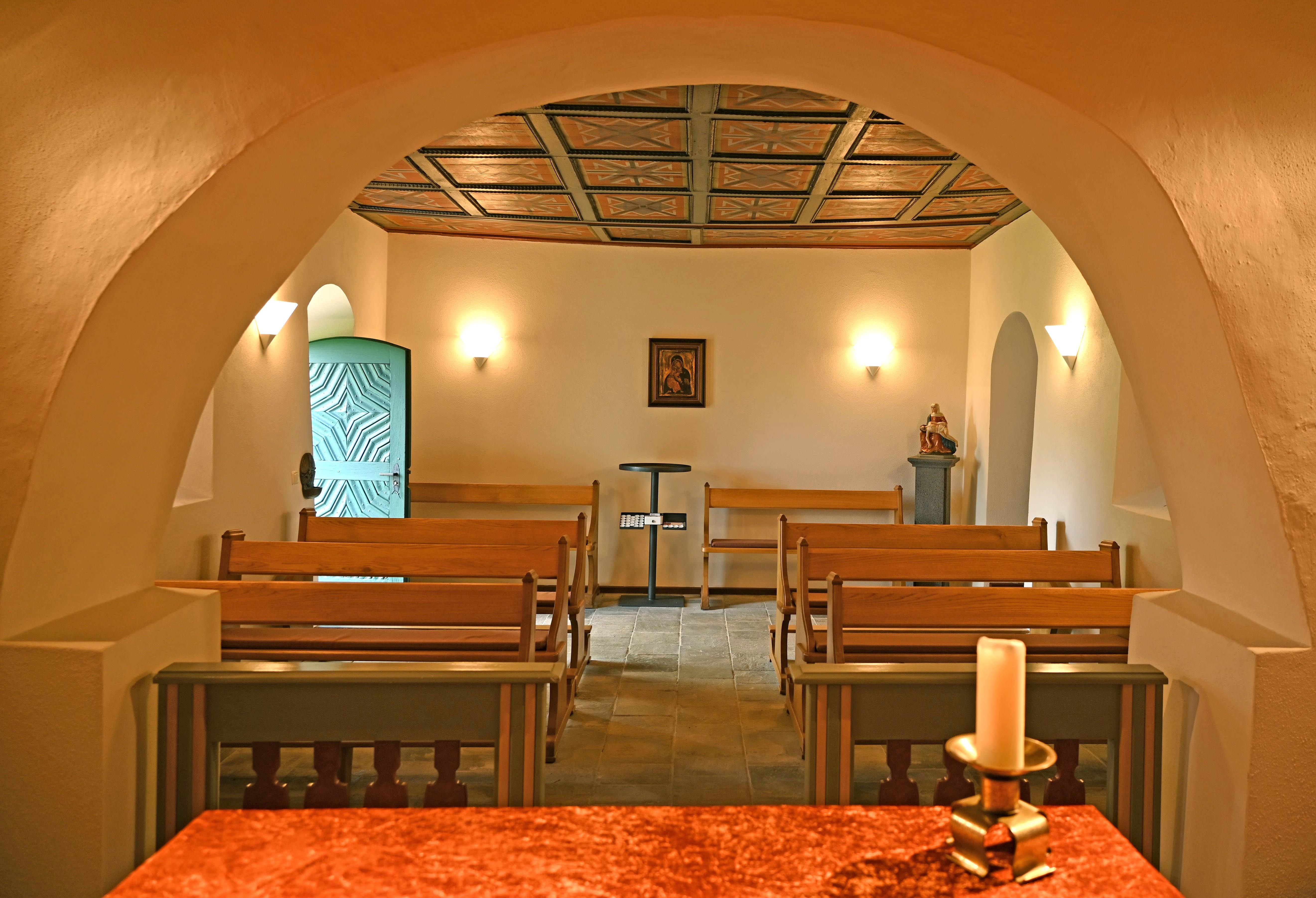
Innenraum
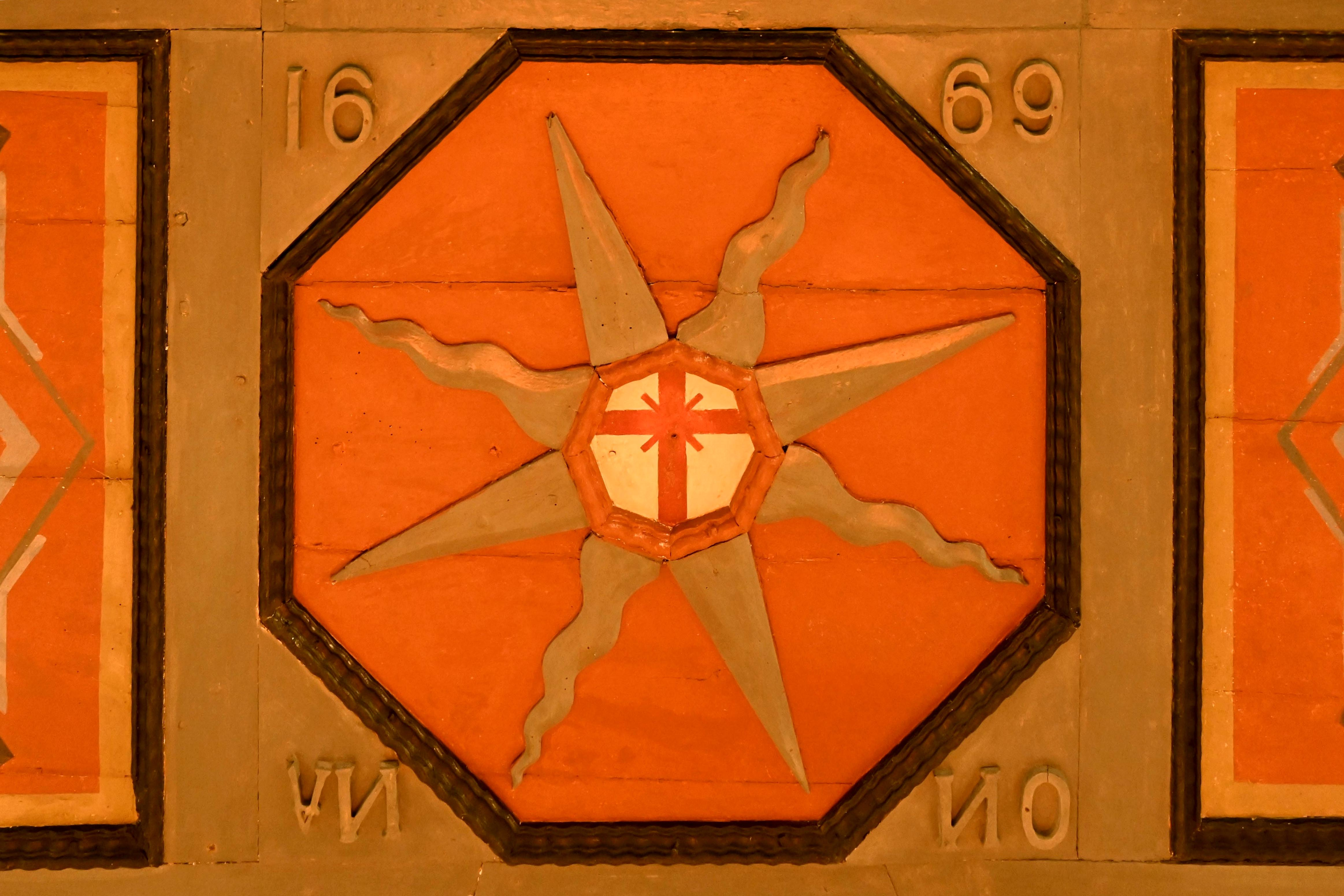
Kassettendecke 1669

## Verkehr
Die VRS-Buslinie 838 der RVK verbindet den Ort, überwiegend als TaxiBusPlus nach Bedarf, mit seinen Nachbarorten und mit Hellenthal.
| Linie | Verlauf |
| ----- | --- |
| 838   | MiKE (außer im Schülerverkehr): Hellenthal Busbf – Blumenthal – Dommersbach – Kammerwald – Reifferscheid – (Hönningen/Büschem – Dickerscheid – Oberreifferscheid – Hahnenberg –) Wiesen Abzw – (Haus Eichen – Wahld – Hescheld –) Sieberath – Kradenhövel – Unterwolfert – (Unterdalmerscheid – Oberdalmerscheid –) Oberwolfert – Wittscheid – Zehnstelle – Grube Wohlfahrt – Rescheid – Giescheid – Rescheid – Schwalenbach – Kamberg – Schwalenbach – Schnorrenberg (– Neuhaus) |

## Persönlichkeiten
- Josef Sieberath (1929–1968), Kaplan in Breyell und Düren
- Karl Reger (1930–2024), Weihbischof in Aachen 1987–2005